# Lophoceps abdominalis
Lophoceps abdominalis är en fjärilsart som beskrevs av George Francis Hampson 1919. Lophoceps abdominalis ingår i släktet Lophoceps och familjen glasvingar. Inga underarter finns listade i Catalogue of Life.